# OpenLink Software
OpenLink Software is een Engels-Amerikaans softwarebedrijf dat middlewareproducten ontwikkelt op gebied van:
- transparante toegang tot SQL-databronnen via ODBC- en JDBC-drivers
- data-integratie van heterogene SQL-, XML- en RDF-databronnen
- webservices: compositie en beheer
- business process anagement

OpenLink Software behaalt zijn omzet uit de verkoop van ondersteuning, consulting diensten en training voor hun open-source producten.